# Parkia discolor
Parkia discolor är en ärtväxtart som beskrevs av George Bentham. Parkia discolor ingår i släktet Parkia och familjen ärtväxter. Inga underarter finns listade i Catalogue of Life.